# Júpiter (mitología)

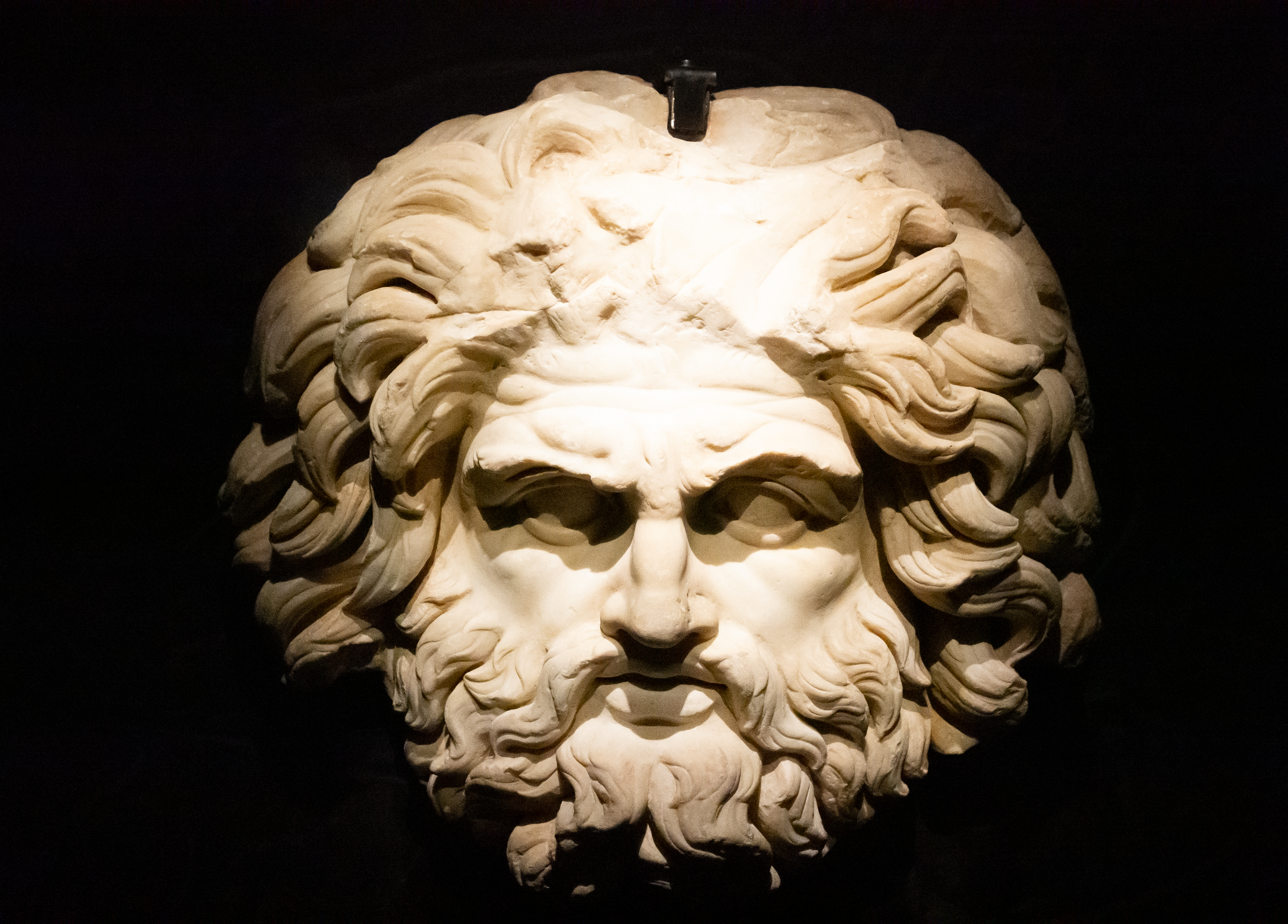
Cabeza de Júpiter en una imago clipeata. Museo Arqueológico Nacional de Florencia.

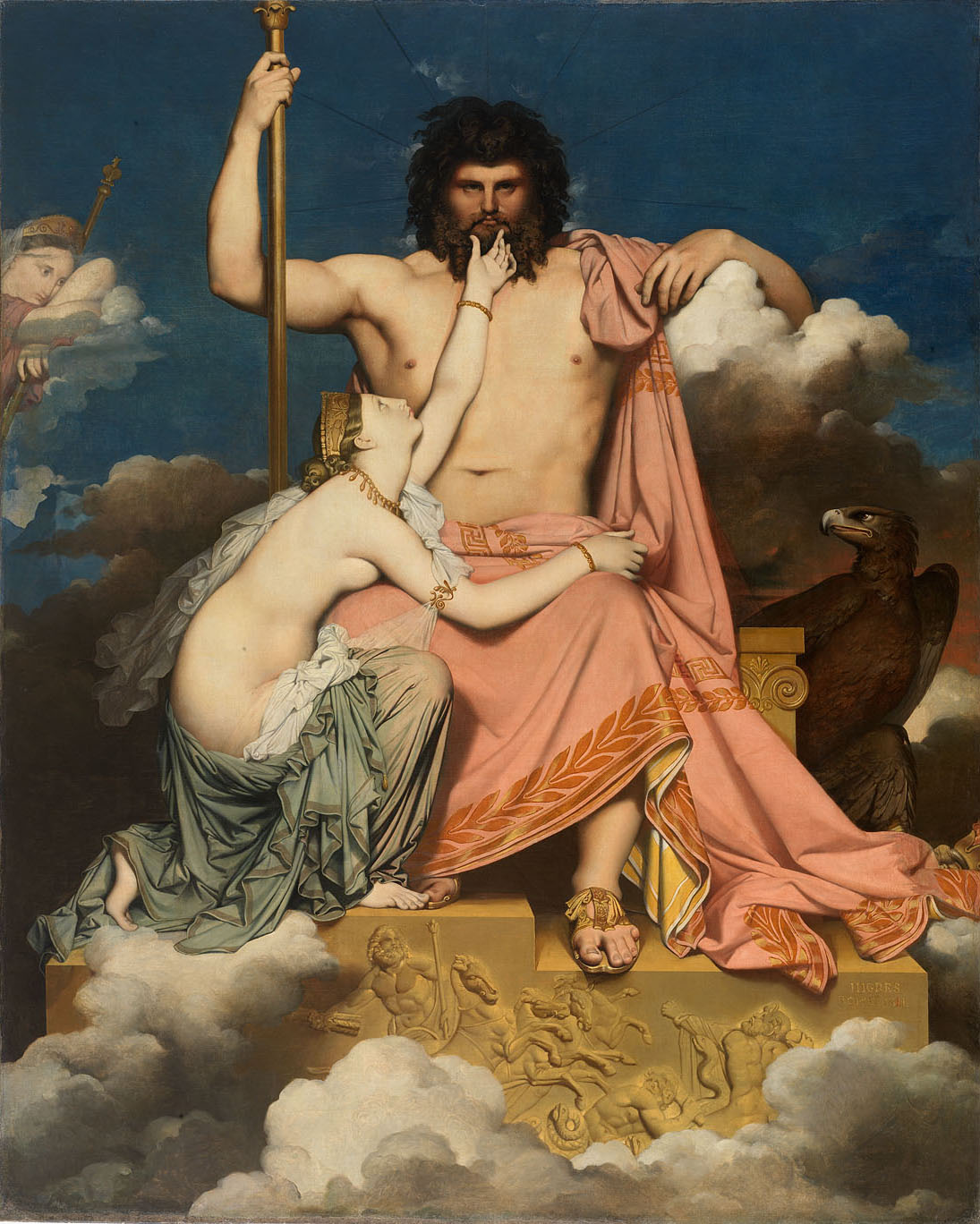
Júpiter y Tetis, por Jean Auguste Dominique Ingres (1811).

Júpiter, también Jove (en latín: Iuppĭter o Iovis), es el principal dios de la mitología romana, padre de dioses y de hombres (pater deorum et hominum).  Su equivalente griego es Zeus (en griego antiguo: Ζεύς), aunque esta deidad latina no fue tomada de la mitología griega, como sí ocurrió en otros casos. Sus atributos son el águila, el rayo y el cetro. 
Júpiter era hijo de Éter, del Cielo o de Saturno.  En la versión más común, bajo el prisma de la interpretatio graeca, era hijo de Saturno y Ops.  Fue la deidad suprema de la tríada capitolina, integrada además por su hermana y esposa, Juno, y por su hija, Minerva.
El culto a Júpiter, de probable origen sabino, fue introducido en Roma por Numa Pompilio. En el mayor templo romano, construido en su honor en la colina Capitolina, fue venerado como Iuppiter Optimus Maximus (‘Júpiter, el mejor y más grande’), protector de la Ciudad, de quien emanan la autoridad, las leyes y el orden social. Cicerón le llama numen praestantissimae mentis, «la sobrecogedora presencia de una mente suprema».
Durante la República, era la divinidad a la que el cónsul dirigía sus plegarias al iniciar su mandato. En el Imperio, con la introducción del culto imperial, Júpiter dejó de ser la única personificación de la máxima grandeza, aunque varios emperadores le hicieron su dios tutelar, o bien se incorporaron a sí mismos sus atributos. César Augusto decía tener sueños enviados directamente por Júpiter. Calígula se hizo llamar Optimus Maximus, y comunicó, mediante un puente, su palacio, en el monte palatino con el Templo de Júpiter Capitolino.
En la actualidad, el dios Júpiter es adorado por grupos religiosos de reconstruccionismo pagano como el Camino romano a los dioses, Nova Roma, entre otros, que buscan la renovación de la religión romana antigua.

## Etimología
La palabra latina Iuppiter (Júpiter) proviene de las raíces indoeuropeas dyu-, que significa "luz", y piter, que hace referencia a pater, y que significa "padre"; es decir: El padre de la luz. En cuanto a la palabra latina deus ("dios"), así como su variante divus ("divino", o "divinidad"), que están ambas en la base de la palabra castellana "dios", significan literalmente "ser de luz", puesto que se entendía que los dioses estaban hechos de la misma materia que la luz. Este origen también está en la base de la palabra Iovis ("Jove", otro nombre para Júpiter, de donde proviene la palabra castellana "jovial"). Por otra parte, la palabra griega Zeus también procede de una raíz indoeuropea: dyeuis.
Varrón, siguiendo a Ennio, dice que «ese es el Júpiter que digo, a quien los griegos llaman Aire, quien es Viento y Nube, después Lluvia y se hace Frío. A causa de esto son Júpiter (Jupiter) esas cosas porque ayuda (iuvat) a los mortales y a todas las ciudades y bestia». Se le llama Padre (pater), porque pone de manifiesto (patefacit) la simiente, pues que ha habido concepción queda patente (patet) en el momento en que sale de ahí lo que nace. Esto mismo muestra mejor el nombre más antiguo de Júpiter, pues en otro tiempo recibió el de Diovis y el de Diespiter, esto es, Dies Pater «Padre Día». Y a partir de esto recibieron el de dei «dioses» quienes proceden de él, y se dijo dais «dios» y divum «cielo», donde tenemos sub divo «a cielo descubierto» y Dius Fidius «Dio Fidio».

## Papel en el Estado
Los romanos creían que Júpiter les había concedido la supremacía porque le habían honrado más que ningún otro pueblo. Júpiter era «la fuente de los auspicios sobre los que descansaba la relación de la ciudad con los dioses». Personificaba la autoridad divina de los más altos cargos, la organización interna y las relaciones exteriores de Roma. Su imagen en la Roma republicana, imperial y capitolina portaba la regalia asociada a los reyes antiguos de Roma y los más altos honores imperiales y consulares.
Los cónsules juraban su cargo en nombre de Júpiter y le rendían honores en el feriae anual del Capitolio en septiembre. Para agradecerle su ayuda, y asegurarse su continuo apoyo, sacrificaban un buey blanco (bos mas) con cuernos dorados. Una ofrenda sacrificial similar hacían los generales triunfales, que entregaban las muestras de su victoria a los pies de la estatua de Júpiter en el Capitolio. Algunos estudiosos han considerado que el triumphator encarnaba (o personificaba) a Júpiter en la procesión triunfal.
La asociación de Júpiter con la realeza y la soberanía se reinterpretó a medida que cambiaba la forma de gobierno de Roma. Originalmente, Roma estaba gobernada por reyes; tras la abolición de la monarquía y el establecimiento de la República, las prerrogativas religiosas fueron transferidas a los patres, la clase dominante patricia. La nostalgia de la realeza (affectatio regni) se consideraba traición. Los sospechosos de albergar ambiciones monárquicas eran castigados, independientemente de su servicio al Estado. En el siglo V a. C., el triunfador Camilo fue enviado al exilio tras conducir un carro con una yunta de cuatro caballos blancos (cuadriga), un honor reservado al mismísimo Júpiter. Cuando Marco Manlio, cuya defensa del Capitolio contra el invasión de los galos le había valido el nombre de Capitolino, fue acusado de pretensiones regias, fue ejecutado como traidor y arrojado desde la Roca Tarpeya. Su casa en la colina Capitolina fue arrasada, y se decretó que ningún patricio pudiera volver a vivir allí. Júpiter Capitolino representaba una continuidad del poder real desde el Período Regio, y confería poder a los magistrados que le rendían pleitesía.

## Mito
Como ocurre con gran parte de la mitología romana, el mito de Júpiter se ajusta en buena medida al de Zeus, de la mitología griega, con préstamos de la mitología etrusca y con elementos nativos latinos. Originariamente se consideró a Júpiter un dios del cielo, del clima y los ciclos agrarios. Después fue protector de la confederación de ciudades latinas, hasta que con el tiempo adoptó atributos acordes al Estado romano, la justicia, el derecho y la autoridad de las leyes, aunque conservó elementos de su anterior concepción, como el de ser portador del rayo al igual que Zeus en la mitología griega; y, al igual que él, finalmente se convirtió en el dios de los dioses.

### Familia
Cicerón aclara que «en primer lugar, los llamados teólogos cuentan hasta tres dioses Júpiter»: El primer Júpiter nació en Arcadia, su padre fue Éter (Aether) y fue a su vez padre de Proserpina (Líbera) y Líber. Del segundo Júpiter su padre fue el Cielo (Caelus); y engendró a Minerva, inventora de la guerra y las primeras Musas, cuatro en número. El tercer Júpiter tiene como padre al cretense Saturno y su sepulcro se muestra en Creta. Este Júpiter engendró con Leda a Cástor y Pólux, y con Mnemósine a las nueve Musas (jóvenes).
Higino, siguiendo una tradición más griega, dice que Júpiter había nacido de Saturno y Ops, siendo sus cinco hermanos: Vesta, Plutón, Ceres, Juno y Neptuno.  El autor nos da una lista con su descendencia divina. De su cabeza nació Minerva. Con Dione engendró a Venus. Con Juno a Marte, Juventas, Libertas  y también Vulcano.  Con Eurínome a las Gracias. Con Temis a las Estaciones. Con Ceres a Proserpina. Con Moneta a las Musas. Con Luna a Pandía. Con Maya a Mercurio. Y con Latona a Apolo y Diana.  Otros autores romanos citan otras filiaciones que no cuentan con pararelos exactos en la mitología griega. Así con Venus tuvo a Cupido,  con Proserpina a Liber,  con Clímene a Mnemósine  y la Eternidad (Aeternitas) también se dice hija de Júpiter.
Pasada la Antigüedad los literatos seguían elaborando curiosas filiaciones en cuanto a Júpiter. Dice Isidoro de Sevilla que las Musas nacieron de la unión entre Júpiter y Minerva. Boccaccio alega que Júpiter, hijo de Éter, fue padre de la siguiente prole: Minerva, Apis, Sol, Diana, Mercurio, Tritopatreo, Eubuleo, Dioniso, Hércules y Proserpina. Natalis Comes que el Genio es hijo de Júpiter y la Tierra.  En el s. XIX se llegó a decir que el hijo de Júpiter y Tetis no fue otro que Demogorgón, un espíritu oscuro, informe y sin sexo definido.
Los Mitógrafos Vaticanos nos dicen que los tres hijos de Saturno fueron Júpiter, Neptuno y Plutón.  Cuando Saturno salió cierto día a ejercitar su cuerpo, el joven Júpiter le cortó los testículos con un cuchillo que había traído. Los arrojó al mar, y de su espuma nació Venus. Pronto Júpiter expulsó a su padre de su reino.  Después los tres hermanos dividieron el mundo entero por sorteo entre ellos: Júpiter tomó posesión del el cielo, Neptuno el mar y Plutón el inframundo. Hay indicios de que los hermanos individuales tienen poder en el reino: Júpiter tiene un rayo hecho de tres partes, Neptuno un tridente y Plutón un sabueso de tres cabezas.

### Fábulas
En las Fábulas de Higino se narran los acontecimientos carácterísticos de Júpiter. Después de que Ops hubo engendrado por obra de Saturno a Júpiter, Juno le preguntó si se lo entregaba, puesto que Saturno había arrojado a Plutón al Tártaro, y a Neptuno al mar, ya que sabía que uno de sus hijos varones podría robarle el poder. Juno se llevó a Júpiter a la isla de Creta, y Amaltea, la nodriza del niño, lo colgó en una cuna bajo un árbol. Los curetes, coribantes o lares protegían la cuna. Las nodrizas de Júpiter e hijas de Meliseo fueron Idía, Altea y Adrastea.  Cuando Saturno estaba intentando dar caza a Júpiter por toda la tierra, asumió la forma de caballo y así yació con Fílira. Después de que Fílira hubiese visto que había engendrado a Quirón, una especie mixta, le pidió a Júpiter que le diese otra forma, y fue metamorfoseada en el árbol del tilo.
Después de que Juno vio que Épafo tenía un poder tan grande, exhortó a los titanes para que destronaran a Júpiter y delvolvieran el poder a Saturno. Cuando ellos intentaron subir al cielo, Júpiter, con la ayuda de Minerva, Apolo y Diana, los arrojaron al Tártaro.  Líbero, hijo de Júpiter y de Proserpina, fue despedazado por los titanes. Tifón, una criatura de inmenso tamaño que poseía cientos de cabezas de dragón desafió a Júpiter para sortearse su gobierno. Júpiter impactó su pecho con un ardiente relámpago. Cuando estaba ardiendo, Júpiter puso el monte Etna sobre él, que está en Italia. Faetón, hijo de Sol, habiendo subido a escondidas al carro de su padre y habiéndose elevado muy alto desde la tierra, cayó al río Erídano. Tras haberle golpeado Júpiter con el rayo, comenzaron a arder todas las cosas. Júpiter, para dar muerte a toda la raza de los mortales con una causa, fingió que tal rayo quería exterminarle; esparció por todas partes torrentes y toda la raza de los mortales pereció excepto Pirra y Deucalión. Como estos no podían vivir a causa de la soledad, pidieron a Júpiter que les diera seres humanos. Entonces Júpiter les ordenó que arrojaran piedras tras de sí. Cuando Cura atravesaba cierto río cogió arcilla y comenzó a modelar un hombre. Júpiter le insufló vida y Saturno decretó que Júpiter recibiría el alma del hombre después de su muerte.
A pesar de que Júpiter amaba a Asteria, hija de un titán, ella lo desdeñaba. Entonces resolvió transformarse en codorniz, y se arrojó al mar. De ella emergió una isla que fue llamada Ortigia. Más tarde Latona pariría aquí a Apolo y Diana, bajo las órdenes de Júpiter. Debido a que Latona había yacido con Júpiter, Juno ordenó a Ticio, una criatura de inmenso tamaño, para que se ofreciese a forzarla. Cuando lo hubo intentado fue fulminado por un rayo disparado por Júpiter.  Plutón le preguntó a Júpiter si le daría en matrimonio a Proserpina, la hija de Ceres. Júpiter alegó que Ceres no permitiría que su hija viviera en el lúgubre Tártaro. Más tarde Ceres obtuvo el permiso de Júpiter para que Perséfone pasara la mitad del año con su madre, y la otra mitad con Plutón. Cuando sucedió la competición entre Neptuno y Minerva acerca de quién debería ser el fundador de un pueblo de Ática, tomaron a Júpiter como juez. Neptuno perdió, pero Júpiter prohibió que su hermano, en venganza, inundara la zona.
Prometeo les dio el fuego a los hombres. A consecuencia de ello Mercurio, por orden de Júpiter, lo encadenó en el monte Cáucaso a una roca con clavos de hierro y apostó un águila para que le devorara el corazón.  Una predicción sobre la nereida Tetis, hablaba acerca de que cualquier hijo que ella engendrase estaría destinado a ser más poderoso que su padre. Dado que tan sólo el propio Prometeo conocía esto y debido a que Júpiter quería yacer con ella, Prometeo le prometió que le avisaría a tiempo si Júpiter le liberaba de sus cadenas. Cuando Júpiter juró que así sucedería, Prometeo se comprometió a aconsejarlo, pues Tetis engendraría con Júpiter a un hijo más poderoso que su padre, quien le destronaría, tal y como Júpiter había hecho con Saturno.  Se dice que Júpiter había invitado, para la boda de Peleo y Tetis, a todos los dioses excepto a Discordia. Esta lanzó la manzana para la más bella y una gran disputa surgió entre Juno, Venus y Minerva. Júpiter ordenó a Mercurio que llevase a Paris al monte Ida, y que le diese la potestad de ser juez. Príamo, bajo las órdenes de Júpiter, con Mercurio como guía, recibió el cuerpo de su hijo muerto Héctor a cambio de una cantidad de oro.  Se dice que Venus amaba a Anquises y así yació con él. Le previno de divulgarlo entre los hombres. Anquises, de todas formas, lo dijo a sus compañeros, inflamado por el vino; y debido a esto, fue golpeado por un rayo de Júpiter. Ganimedes, hijo de Erictonio, fue amado por Júpiter por ser uno de los efebos más hermosos.
Prometeo fue el primero en formar a los hombres a partir de barro. Después Vulcano, por mandato de Júpiter, creó a partir de barro la imagen de la mujer.  Los hombres habían pasado su vida sin leyes ni ciudades durante muchos siglos, hablando una sola lengua, bajo la soberanía de Júpiter. Pero después que Mercurio hubiera traducido las lenguas de los hombres, entonces empezó a surgir la discordia entre los mortales, lo que no agradó a Júpiter. Y así entregó a Foroneo el primer gobierno. Hija de Foroneo fue Níobe. Esta fue la primera mujer a la que Júpiter poseyó. De ella nació Argos, que dio nombre a la ciudad de Argos. Júpiter, amaba a Io, hija de Ínaco. La convirtió en vaca, para que Juno no la reconociese. Cuando Juno lo descubrió, lo envió como guardián a Argos. Por orden de Júpiter, Mercurio lo mató. Cuando Júpiter supo que Io había soportado tantas penas por su culpa, le devolvió su forma y la convirtió en la diosa que los egipcios llaman Isis.  Júpiter ordenó a Épafo, a quien había engendrado de Io, construir ciudades en Egipto y reinar allí. Primero fundó Menfis y después otras muchas.
Sémele se había acostado con Júpiter y nació Líbero. Por ello Juno se enemistó con todo su linaje: Atamante, hijo de Eolo, en un arrebato de locura mató con flechas a su hijo durante una cacería.  Atamante envió a Delfos un emisario, al que Ino ordenó que trajera una respuesta falsa: si Frixo era sacrificado a Júpiter, cesaría la peste. Cuando era conducido al altar con las ínfulas y su padre imploraba a Júpiter, el emisario se compadeció del muchacho y desveló a Atamante el plan de Ino. Se dice que cuando Líbero estaba buscando agua en la India, emergió un carnero y con este guía pudo encontrar agua. Entonces le pidió a Júpiter si pudiera poner al carnero entre las estrellas. Más aún, en el lugar en donde encontró agua estableció un templo de Júpiter Amón.  Júpiter le dio a Sémele en poción el corazón triturado de Líbero. Engañada por Juno Sémele pidió ver a Júpiter tal y como se presentaba ante Juno. Júpiter la castigó con un rayo. Tomó a Líbero de su útero se lo dio a Niso para que lo cuidara.
A Eolo Júpiter había concedido el control sobre los vientos. Calipso se enamoró del aspecto atractivo de Ulises, lo retuvo durante un año, y no pensaba en liberarlo hasta que Mercurio, por las órdenes de Júpiter, le obligó a hacerlo. En cuanto a los argonautas, Hércules, Cástor y Pólux eran todos hijos de Júpiter.  También se dice que Apolo le otorgó a Fineo el don de la profecía; como este divulgaba las intenciones de los dioses, Júpiter lo cegó y puso junto a él a las Harpías, a las que llaman las perras de Júpiter, para que le arrebataran la comida de su boca. Júpiter convirtió en león y leona a Hipómenes y Atalanta, pues este no había sido agradecido con Venus, su benefactora.  Mercurio asió la piel de un toro el cual había sido sacrificado por Hirieo en honor a los dioses presentes; Júpiter, Neptuno y Mercurio. Estos orinaron en la piel y la colocaron en la tierra, y de ella nació entonces Orión. Después Júpiter lo puso entre las estrellas.
Júpiter, atraído por la encantadora belleza de Antíope, la dejó encinta. En el momento del parto, por voluntad de Júpiter, Antíope se libró de sus cadenas y escapó al monte Citerón. Anfión y Zeto fueron los hijos de Júpiter y de Antíope. Cuando Júpiter quiso yacer con Egina, hija de Asopo, temió a Juno, y entonces tomó a la joven hasta la isla distante de Egina, en donde la dejó encinta. Éaco fue su hijo. Como quiera que él hubiera visto a unas hormigas, suplicó a Júpiter que le diese hombres para defenderse. Entonces Júpiter transformó a las hormigas en hombres, y éstos fueron llamados mirmidones. A Europa, hija de Agenor, Júpiter, cambiando su forma por la de un toro, la llevó desde Sidón hasta Creta, y por él fue madre de Minos, Sarpedón y Radamantis.  Júpiter, convirtiéndose en una lluvia de oro, yació con Dánae, y de este abrazo nació Perseo. Debido a su pecado, Acrisio la encerró en un cofre con Perseo y los arrojó hacia el mar. Por la voluntad de Júpiter el cofre llegó a la isla de Sérifos.
Júpiter, transformado en cisne, se unió a Leda junto al río Eurotas y de él engendró a Pólux y a Helena. Teseo y Pirítoo raptaron a la doncella Helena. Júpiter, hablándoles en sueños, vio que poseían semejante audacia como para solicitar a Plutón de parte de Pirítoo a Proserpina en matrimonio.  De todas formas, Pólux recibió una estrella de Júpiter, pero no se le fue concedida otra a su hermano, pues Júpiter alegó que Cástor y Clitemestra fueron habidos con la semilla de Tindáreo, en tanto que Helena y él eran hijos de Júpiter. Pólux suplicó que pudiese compartir su honor con su hermano. Esta petición le fue concedida.
Capaneo, debido a que había dicho que conquistaría Tebas en contra de la voluntad de Júpiter, fue castigado con un rayo cuando estaba escalando la muralla.  Sucedió una disputa matrimonial entre Júpiter y Juno por ver quién obtenía más placer en el acto sexual, si el hombre o la mujer. Tomaron a Tiresias como juez, pues había sido tanto hombre como mujer. Cuando se decidió a favor de Júpiter, este le permitió vivir una vida que duraría siete, y además le hizo ser el vidente más sabio de entre todos los mortales.
Ctonia, la hija de Erecteo, fue sacrificada, y las otras hermanas, debido al juramento que habían prestado, se suicidaron. El propio Erecteo fue castigado por un trueno arrojado por Júpiter durante sus requerimientos hacia Neptuno. Se dice que Esculapio, hijo de Apolo, resucitó a Glauco o a Hipólito. Por eso Júpiter lo mató con un rayo. Apolo, como no podía hacer daño a Júpiter, mató a los que le habían fabricado los rayos, esto es, los Cíclopes. A causa de esta acción Apolo fue puesto al servicio de Admeto, rey de Tesalia. Cuando Apolo hubo dejado encinta a Corónide, puso un cuervo para vigilarla, sin embargo Isquis yació con ella, y debido a esto fue matado por un rayo de Júpiter.
Anfitrión había partido para conquistar Ecalia y Alcmena, teniendo a Júpiter por su marido, lo recibió en el lecho. Anfitrión comprendió que una deidad había estado en su lugar y desde ese día no se acostó con ella, que, preñada de Júpiter, dio a luz a Hércules. Júpiter ayudó a su hijo en varios de sus doce trabajos. Cuando Hércules estaba limpiando los establos de Augías permitió que un río limpiase toda la suciedad. Hércules mató a Cicno, hijo de Marte, conquistándole con la fuerza de las armas. Cuando Marte se presentó y quiso luchar contra él debido a su hijo, Júpiter arrojó un rayo entre ambos. Hércules, encolerizado con Apolo, se llevó un trípode de su altar. Más tarde, bajo las órdenes de Júpiter, lo devolvió.
Tántalo era hijo de Júpiter y Pluto. Júpiter estaba acostumbrado a contar sus planes a Tántalo y lo admitió en los banquetes de los dioses, pero Tántalo reveló los planes a los hombres. Debido a esto, se dice que permanece en el agua hasta el pecho en las tierras de los muertos. Salmoneo estaba imitando el trueno y el relámpago de Júpiter, cuando fue castigado por un rayo de Júpiter. Ixión intentó yacer con Juno. Esta, por órdenes de Júpiter, la sustituyó por una nube, que Ixión creyó que se trataba de la misma diosa. Mercurio, bajo las instrucciones de Júpiter, sumió a Ixión a la tierra de los muertos atado a una rueda.  Se dice que Júpiter vino como invitado para Licaón y que de esta manera consiguió seducir a su hija Calisto. De ellos nació Arcas, quien nombró Arcadia. Pero los hijos de Licaón quisieron probar a Júpiter, para comprobar si este era una divinidad; entonces mezclaron carne humana y se la sirvieron en un banquete. Cuando Júpiter se percató, preso de la cólera mató a los hijos de Licaón con un rayo. Júpiter transformó a su padre en figura de lobo. Se dice que Calisto había sido convertida en una osa por la cólera de Juno pero más tarde Júpiter la colocó entre las estrellas como el Septentrión.

## Epítetos

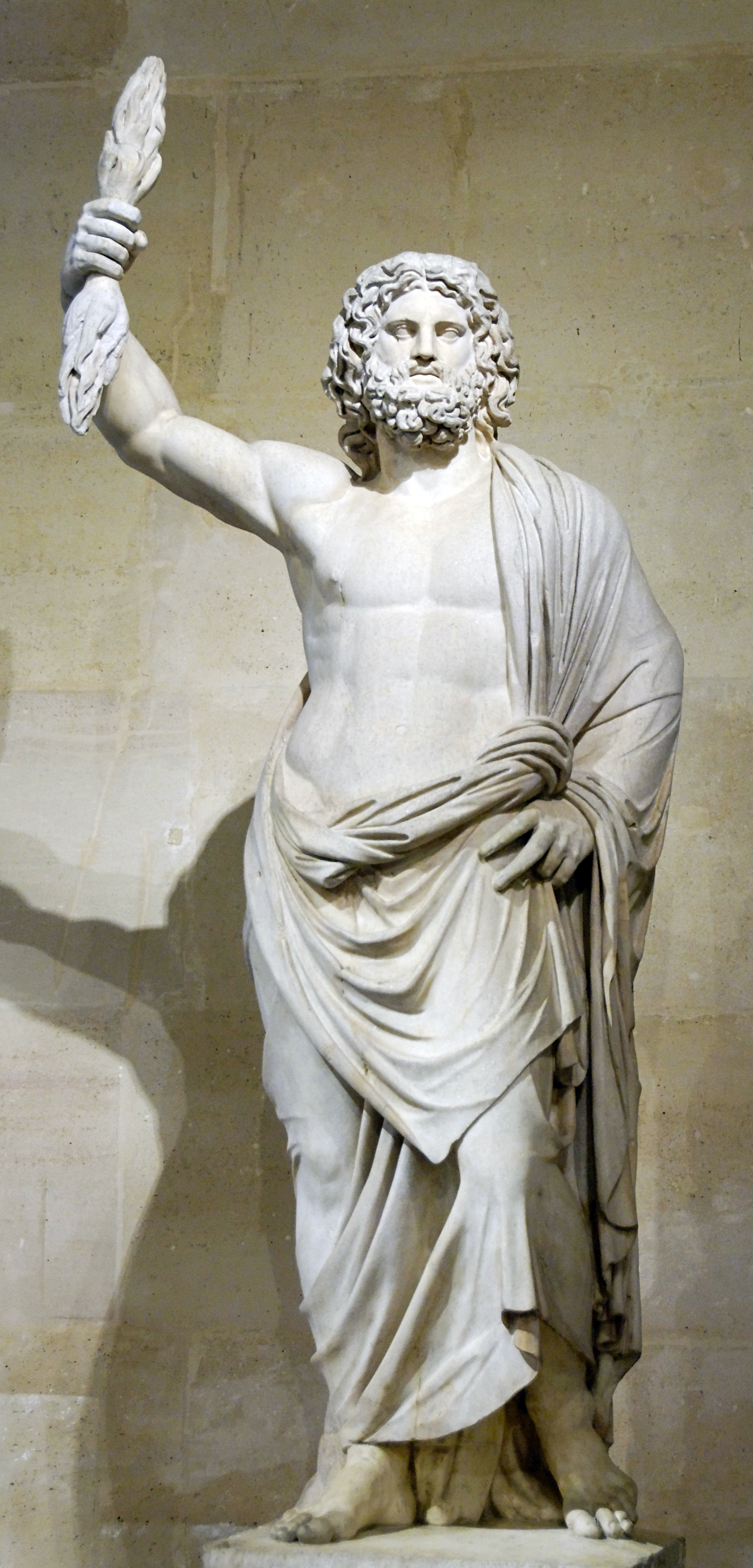
El Júpiter de Esmirna (Museo del Louvre), estatua que fue hallada en Esmirna (Turquía) en 1670. Fue llevada al rey Luis XIV de Francia, quien ordenó su restauración, añadiéndole el brazo elevado con el rayo.

Júpiter poseía numerosos epítetos:

### Epítetos que denotan funcionalidad
- Iuppiter Optimus Maximus (‘el mejor y más grande’).
- Iuppiter Caelus o Caelestis (‘Dios Padre Cielo’ o ‘celestial’).
- Iuppiter Custos (‘guardián’).
- Iuppiter Conservator (‘defensor, conservador’).
- Iuppiter Fulgur (‘el que empuña el rayo’).
- Iuppiter Fulgurator (‘del relámpago’).
- Iuppiter Tonans (‘tonante’)
- Iuppiter Liberator, (‘liberador'), libra de la vida dando una buena muerte.[81]
- Iuppiter Lucetius (‘de la luz’).
- Iuppiter Pluvius (‘el que envía la lluvia’).
- Iuppiter Stator (de stare, ‘estar de pie’).
- Iuppiter Victor (‘victorioso’, como guía de los ejércitos hacia la victoria).
- Iuppiter Triumphator (‘triunfante’).
- Iuppiter Invictus (‘invencible’).
- Iuppiter Imperator (‘comandante supremo’).
- Iuppiter Terminus o Iuppiter Terminalus (‘defensor de las fronteras’).
- Iuppiter Praedator (‘expoliador del botín’).
- Iuppiter Summanus (‘el que envía el trueno nocturno’).

### Epítetos geográficos o sincréticos
- Iuppiter Ammon (Júpiter equiparado con el dios egipcio Amón después de la conquista romana de Egipto).
- Iuppiter Brixianus (como equivalente del dios local de Brescia en la Galia Cisalpina).
- Iuppiter Heliopolitanus (de la Heliópolis Siríaca, moderna Baalbek, Líbano; una forma de Baal).
- Iuppiter Iehovah (sincretización de Júpiter con Yahvé; los judíos helenizados lo llamaban El hashamayim, que significa "Dios de los Cielos").[82]
- Iuppiter Ladicus (como equivalente del dios celtíbero de las montañas y adorado como espíritu del monte Ladicus).
- Iuppiter Latarius (‘del Lacio’).
- Iuppiter Parthinus o Partinus (como fue adorado en las fronteras de Dalmacia y Mesia, asociado quizá a la tribu local conocida como los partenios).
- Iuppiter Poeninus (como fue adorado en los Alpes, por la zona del Gran San Bernardo, donde tenía un santuario).
- Iuppiter Sabazius (sincretización de Júpiter con Sabacio).
- Iuppiter Solutorius (una versión local adorada en la zona de Castilla, donde fue sincretizado con el dios íbero local Eacus).
- Iuppiter Taranis (equiparado con el dios celta Taranis).
- Iuppiter Uxellinus (como fue adorado en Austria, como un dios de las altas montañas).

## Júpiter Capitolino

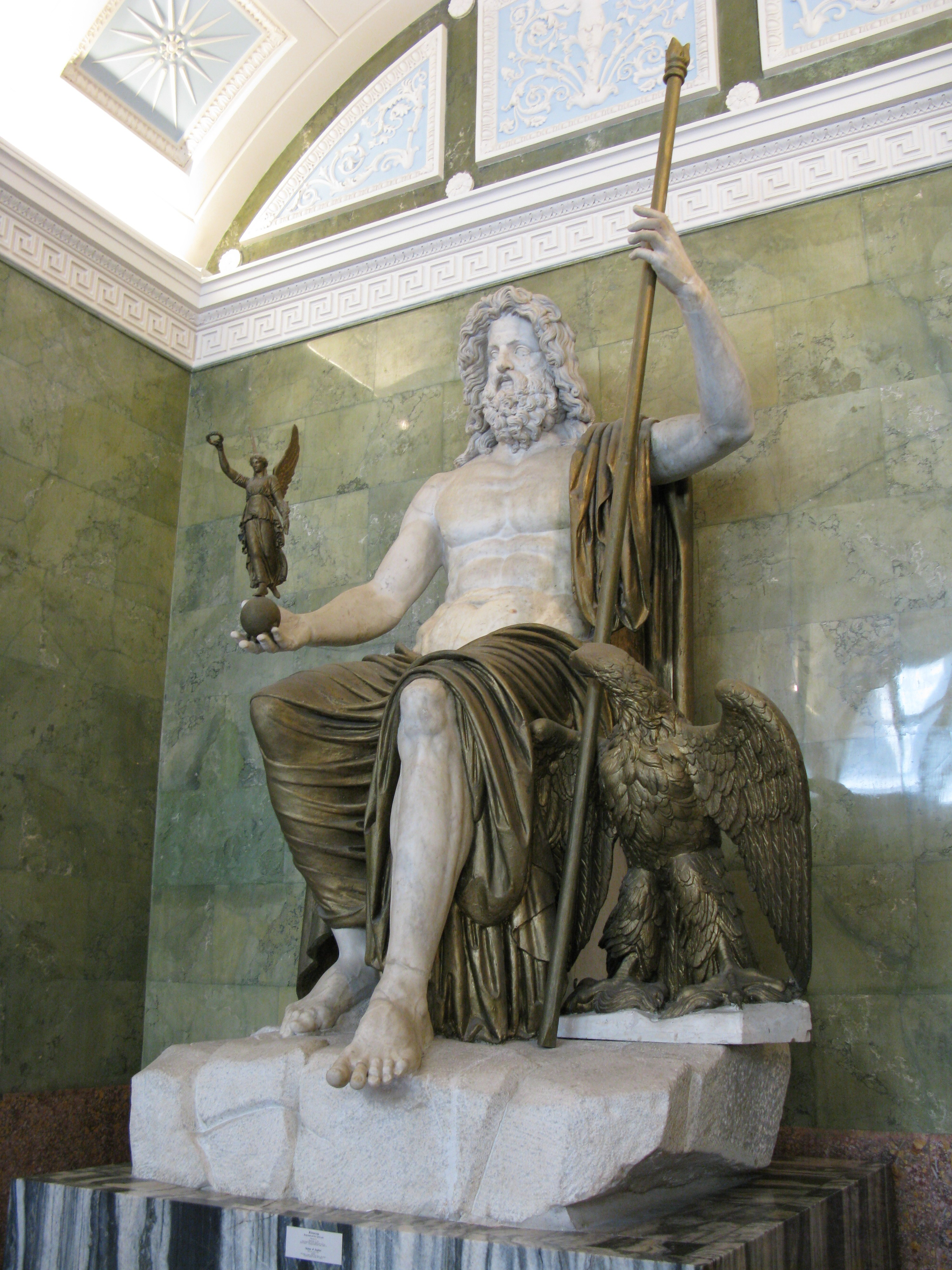
Estatua de Júpiter en la que aparece con algunos de sus atributos: el cetro, el orbe con la Victoria y el águila a sus pies.

El Templo de Júpiter Óptimo Máximo, levantado sobre la colina Capitolina, era el mayor templo romano. Allí era adorado con la forma de una piedra sagrada, conocida como Júpiter Lapis, sobre la que se realizaban juramentos. En este templo se le adoraba junto a su esposa y reina Juno y a su hija Minerva (la diosa de la sabiduría), formando la Tríada Capitolina. 
Era común que los romanos construyesen templos dedicados a Júpiter Óptimo Máximo o a la Tríada Capitolina en el centro de las nuevas ciudades de las colonias. 
El Templo de Júpiter del Capitolino fue comenzado por Tarquinio Prisco y completado por el último rey de Roma, Tarquinio el Soberbio, aunque fue inaugurado, según una tradición registrada por los historiadores, el 13 de septiembre, al comienzo de la época republicana (509 a. C.). Se erigía sobre un podium alto con una escalinata de entrada en su frente. En tres de sus lados estaba probablemente flanqueado por una columnata y tenía otras dos filas de pilares dispuestos en línea con las de la fachada para formar un profundo pronao que precedía los tres cellae que iban de lado a lado a la manera etrusca, siendo la central más ancha que las otras dos.
Los restos conservados de los cimientos y el podium, de los cuales la mayor parte queda debajo del Palazzo Caffarelli, están formados por enormes secciones paralelas de muros hechos de bloques cuadrados de tosca gris (cappellaccio) que dejan constancia del tamaño total de la zona superficial de la base del templo (unos 55×60).
Sobre el tejado había un auriga de terracota, hecho por el artista etrusco Vulca de Veyes en el siglo VI a. C., encargado por Tarquinio el Soberbio, que fue reemplazada en el 296 a. C. por una de bronce. La imagen de culto, también obra de Vulca, era de terracota y se le pintaba la cara de rojo en los días festivos. Bajo los cellae estaban los favissae o pasajes subterráneos, en los que se almacenaban viejas estatuas que habían caído desde el tejado y varias ofrendas dedicadas.

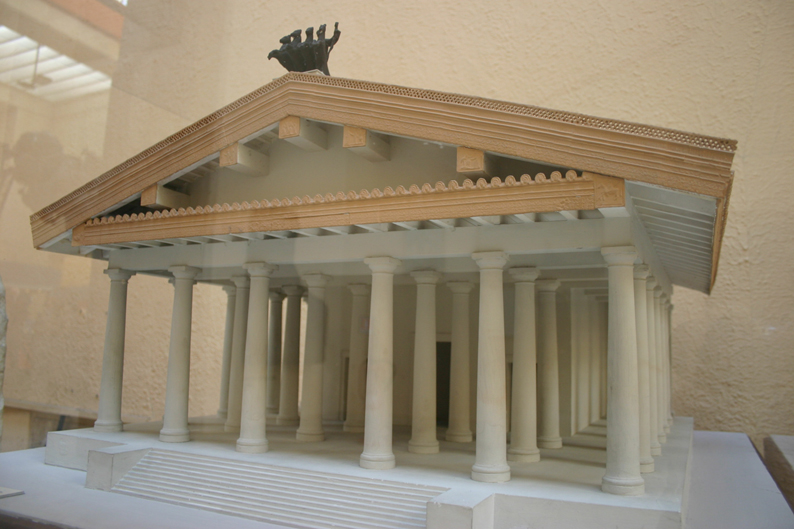
Maqueta del Templo de Júpiter Capitolino.

El templo fue reconstruido en mármol después de que un incendio lo destruyese por completo en 83 a. C., cuando la imagen de culto se perdió, así como los Libros Sibilinos guardados en un cofre de piedra. Sufrió otros incendios en el 69 d. C., cuando el Capitolio fue asaltado por los partidarios de Vitelio, y en el 80 d. C.
Frente a la escalinata estaba el altar de Júpiter (ara Iovis). En la gran plaza frente al templo (la Plaza Capitolina) había varios templos dedicados a divinidades menores, además de otros edificios religiosos, estatuas y trofeos.
Su dilapidación empezó en el siglo V, cuando Estilicón se llevó las puertas doradas y Narsés retiró muchas de las estatuas en 571.

## En el idioma
En la Antigua Roma las personas juraban por Júpiter en los tribunales de justicia, lo que llevó a la expresión común «¡por Júpiter!», usada como un arcaísmo en la actualidad. Además, «jovial» es un adjetivo relativamente común usado para describir a alguien alegre, apacible y optimista.